# Kalenberger Zent

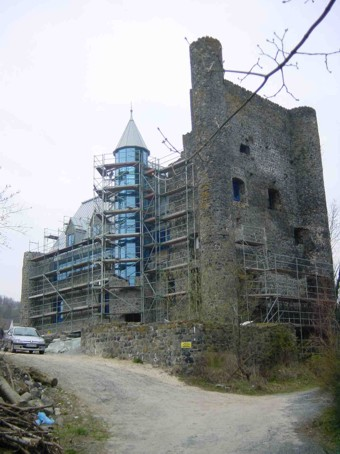
Burg Beilstein

Die Kalenberger Zent war eine Gerichtszent im südöstlichen Westerwald. Nach mehreren Besitzwechseln entwickelte sie sich zum Kerngebiet der Grafschaft Nassau-Beilstein und hieraus zum Amt Beilstein. Herrschaftszentrum war die Burg Beilstein.

## Geschichte
Die Kalenberger Zent umfasste die rechts (nördlich) der Lahn im Westerwald gelegenen Teile der Grafschaft an der mittleren Lahn des Oberlahngaus. Zu ihr gehörten die Untergerichte Beilstein, Mengerskirchen, Eigenberg und wahrscheinlich zunächst auch Löhnberg (Gericht Heimau). Sitz des Gerichts war vermutlich der Kalenbergskopf südlich von Nenderoth.
Die Frühgeschichte der Zent ist weitgehend unbekannt. Bereits beim Tod von Graf Werner im Oberlahngau war die Kalenberger Zent gemeinsam mit der Haigergau und der Herborner Mark aus der Grafschaft an der mittleren Lahn gelöst. Vermutlich hatte das Reich die Landeshoheit nach dem Sturz des Herzogs Eberhard an sich gezogen. Die Grundherrschaft lag beim Bistum Worms, das an der Lahn, aus dem konradinischen Besitz, reich begütert war.
Ab dem 12. Jahrhundert besaßen die Landgrafen von Thüringen das Gebiet als Reichslehen. Vermutlich war es ihnen aus dem Erbe der Gisonen 1137 zugefallen. Die Thüringer Grafen gaben das Lehen an der Herborner Mark, der Kalenberger Zent und dem Gericht Heimau an die Grafen von Nassau als Afterlehen weiter. Das nassauische Lehensverhältnis ist erst für 1231 bezeugt; es bestand aber vermutlich bereits um 1159/79. Die grundherrlichen Rechte befanden sich im Besitz der Herren von Merenberg, die sie vermutlich als Vögte des Bistums Worms erworben hatten. Als regionale Lehnsnehmer der Merenberger dienten die Herren von Beilstein.
Ab 1227 verdrängten die Grafen von Nassau die Herren von Beilstein nach Lichtenstein. Die Beilsteiner konnten jedoch erhebliche grundherrliche Rechte behalten. Diese veräußerten sie erst 1395 an Nassau, widerriefen den Verkauf jedoch 1400 und veräußerten die Rechte endgültig 1406 an das Haus Runkel. Aus diesem Verkauf entwickelten sich wiederholt Streitigkeiten zwischen dem Haus Nassau-Beilstein und dem aus dem Haus Runkel hervorgegangenen Haus Westerburg.
Zur Sicherung ihrer Stellung bauten die Nassauer ihre Stellung in der Kalenberger Zent aus. Unter Johann von Nassau-Dillenburg wurden die Burgen Mengerskirchen und Eigenberg errichtet und für die Orte Beilstein, Mengerskirchen und Löhnberg Stadtrechte erwirkt. 1310 konnte Johann die grundherrlichen Rechte aus der Wormser Vogtei der Merenberger erwerben.
Bereits 1325 übertrug Heinrich von Nassau die Herrschaft an Kurtrier und empfing sie als Lehen zurück. Bei der Erbteilung unter seinen Söhnen 1343 fielen die Kalenberger Zent und die Herrschaft zum Westerwald an seinen jüngeren Sohn Heinrich I. von Nassau-Beilstein und bildeten fortan die Grafschaft Nassau-Beilstein.
Graf Johann von Nassau-Beilstein verpfändete die Kalenberger Zent 1413 an Nassau-Saarbrücken (Weilburg). Die Einlösung gelang jedoch bereits vor 1425. Sein Sohn Heinrich IV. von Nassau-Beilstein erließ 1492 die erste schriftliche Gerichtsordnung für die Kalenberger Zent. Hierdurch erfolgte der Übergang zum römischen Recht, das die Grundlage bildete, auf der sich aus der Zent das Amt Beilstein entwickelte.

## Orte in der Kalenberger Zent
- Gericht Beilstein, zugleich Kirchspiel Beilstein
  - Beilstein
  - Rodenroth
  - Haiern (heute zu Beilstein)
  - Wallendorf (heute zu Beilstein)
  - Hof Helmsdorf (heute Wüstung)
  - Friesendorf  (heute Wüstung)
- Gericht Nenderoth, mit Kirchspielen in Nenderroth und Niedershausen
  - Nenderoth
  - Arborn
  - Odersberg
  - Ködingen (heute Wüstung)
  - Münchhausen
  - Obershausen
  - Niedershausen
- Gericht Mengerskirchen, zugleich Kirchspiel Mengerskirchen
  - Mengerskirchen
  - Hof Maienberg
  - Winkels
  - Probbach
  - Dillhausen